# Estación Tejedor
Tejedor era una estación ferroviaria ubicada en las afueras de la ciudad de Carlos Tejedor, en el partido homónimo, provincia de Buenos Aires, Argentina.

## Historia
Fue inaugurada en 1911 por la Compañía General de Ferrocarriles en la Provincia de Buenos Aires. Sus servicios cesaron en 1961 a causa del Plan Larkin.